# Cardamine diphylla
Cardamine diphylla; sin. Dentaria diphylla Michx., Dentaria incisa es una especie de planta herbácea perteneciente a la familia Brassicaceae, es nativa de Norteamérica. 

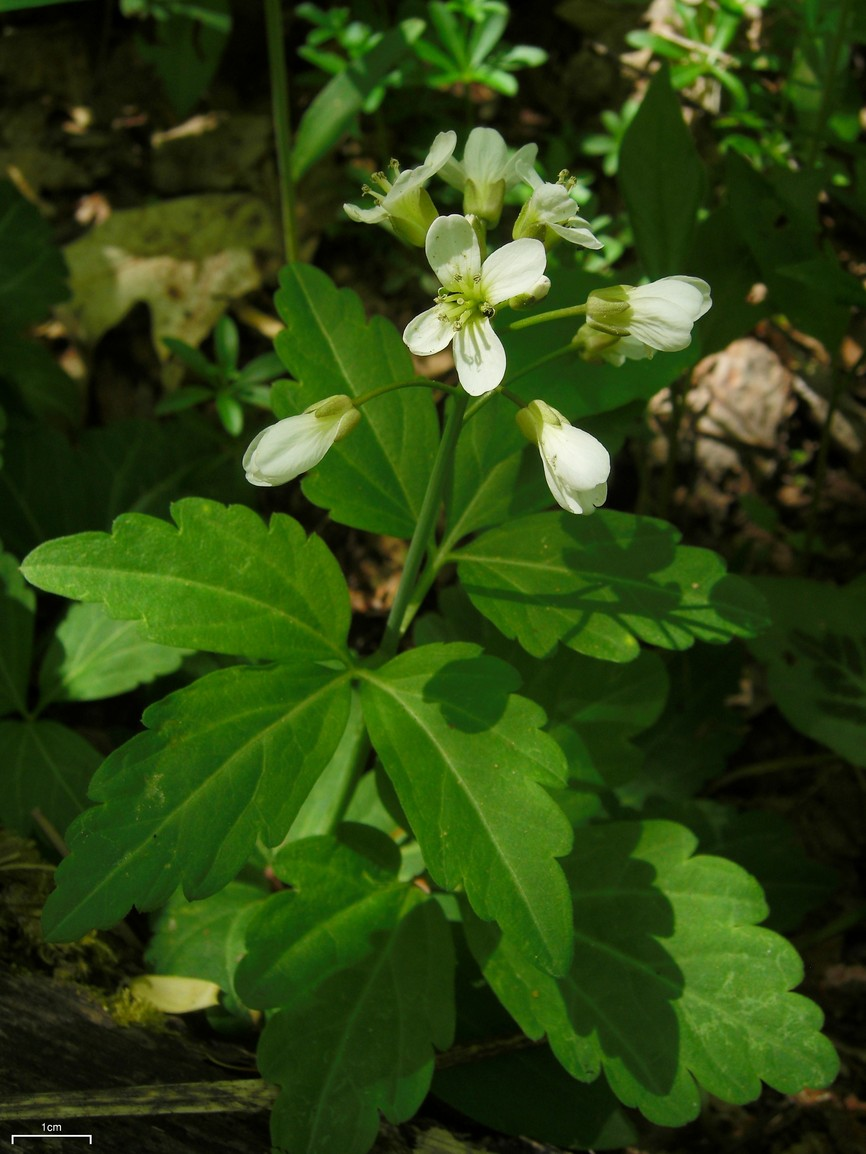
Detalle de la planta

## Descripción
C. diphylla es una especie primaveral que se encuentra en la mayor parte del este de Norteamérica, desde el norte de Georgia a Ontario y desde el Atlántico a  Wisconsin. Se encuentra en zonas boscosas húmedas donde florece de abril a junio. Tiene una altura de 30 cm y se le conoce por ser una flor de cuatro pétalos que se produce sobre un simple tallo en una agrupación de un par de hojas dentadas divididas en tres segmentos. Después de florecer las semillas aparecen en debajo de los fgrupos de flores.

## Ecología
La mariposa Pieris virginiensis deposita sus huevos en esta planta así como en  C. laciniata. Sus larvas también comen de esta planta.

## Taxonomía
Cardamine diphylla fue descrita por (Michx.) Alph.Wood y publicado en The American Botanist and Florist 37. 1870.
Etimología
Cardamine: nombre genérico que deriva del griego kardamon  = "cardamomo" - una planta independiente en la familia del jengibre, usado como condimento picante en la cocina. 
diphylla: epíteto latino que significa "con dos hojas".
Sinonimia
- Cardamine incisa x (Small) K. Schum.
- Dentaria bifolia Stokes
- Dentaria diphylla Michx.	basónimo
- Dentaria incisa Small
- Dentaria incisifolia Eames ex Britton[4]